# Karl Egon von Reitzenstein
Karl Egon Freiherr von Reitzenstein (* 10. April 1873 in Pawlowitz, (polnisch Pawłowice) in Oberschlesien; † 18. November 1924 auf Schloss Pilgramsdorf (polnisch Pielgrzymowice), einem Ortsteil von Pawlowitz) war ein Gutsbesitzer, deutscher Politiker und später ein der deutschen Minderheit angehörender Politiker in der Zweiten Polnischen Republik.

## Leben
Er war über 10 Jahre aktiver Offizier im preußischen Heer und Erbe des Rittergutes Pilgramsdorf.
1908 bis 1918 war er Mitglied im Preußischen Abgeordnetenhaus, gewählt für den Wahlkreis Pleß-Rybnik. Er wurde bei seiner Wahl durch das Zentrum und die Polen gegen konservative Kandidaten unterstützt.
Von 1922 bis 1924 wirkte er als Abgeordneter im Sejm in Warschau und im Schlesischen Parlament (Sejm Śląski) in Kattowitz. Das Mandat in Warschau legte er nieder. Im Schlesischen Parlament vertrat er den Deutschen Volksbund für Polnisch-Schlesien, dessen Präsident er war.:S. 43 Gleichzeitig war er Vorsitzender des Deutschen Klubs, der Fraktion der Deutschen Minderheit in Polen. Auch im Verband deutscher Grundbesitzer in Polnisch-Schlesien übte er den Vorsitz aus.:S. 337 Drei Attentate richteten sich gegen von Reitzenstein, von denen eines sein Schloss schwer beschädigte.